# Benečija, Trebnje
Benečija je naselje v občini Trebnje.
Benečija je zaselek zahodno od Trebnjega na terasah med priključkom Trebnje - Zahod na avtocesto Ljubljana – Novo mesto ter gozdnatim pobočjem Grmade. Na vzhodu vasi so Grajske njive in njive v Lazu, nad njimi strmo gozdnato Bukovje, pod vasjo pa manjši izvir Studenec. V najmanj sto let stari Burgerjevi hiši na robu vasi so v preteklosti bivali graščinski pastirji.